# 로메오 베네티
로메오 베네티(이탈리아어: Romeo Benetti roˈmɛːo beˈnetti[*], 1945년 10월 20일, 베네토 주 알바레도 다디제 ~)는 이탈리아의 프로 축구 선수로, 현역 시절 수비형 미드필더로 활약했다. 끈질긴 선수였던 베네티는 현역 시절에 여러 구단에서 활약했는데, 밀란, 유벤투스, 그리고 로마에서 우승을 맛보았다. 국가대항전에서 베네티는 이탈리아 국가대표팀 경기에 1971년부터 1980년까지 55번의 경기에 출전했고, 1974년과 1978년 월드컵에 참가했고, 유로 1980에도 참가해 뒤의 두 대회에서 4위의 성과를 냈다.

## 클럽 경력
팔레르모 소속으로 1967-68 시즌 세리에 B를 우승한 베네티는 1968년에 유벤투스로 둥지를 옮기며 세리에 A 무대에 첫 발을 디뎠고, 1968-69 시즌에 하양-검정 줄무늬 유니폼을 입고 24경기에 출전해 1골을 기록했다. 그러나, 그는 유벤투스에 오래 머물지 않고, 그 다음 시즌에 삼프도리아에 임대로 합류했다. 그는 1970년에 밀란에 입단하며 1970-71 시즌에 세리에 A에서 대도약을 이룩했다. 그는 밀란이 1970년부터 1973년까지 3시즌 연속 준우승에 일조했다. 그 당시, 그는 밀란 일원으로 유러피언 컵위너스컵을 우승했고, 1971-72 시즌과 1972-73 시즌에는 코파 이탈리아도 2번 들어올렸고, 이후 동료 잔니 리베라로부터 구단의 주장 완장을 물려받기도 했다. 그는 1973년 3월에 인테르나치오날레와의 마돈니나 더비에서 두고두고 회자되는 원거리 골을 성공시켰다.
1976년, 그는 유벤투스에 복귀해 1976-77 시즌과 1977-78 시즌에 연속으로 세리에 우승 방패를 따냈고, 1976-77 시즌 UEFA컵과 1978-79 시즌 코파 이탈리아도 거머쥐었다. 그는 1979년에 로마로 이적하며 1981년까지 말년을 보내면서, 2년 연속 코파 이탈리아 우승을 달성하고 은퇴했다.

## 국가대표팀 경력
베네티는 1971년부터 1980년까지 이탈리아 국가대표팀 경기에 55번 출전해 2골을 기록했다. 그의 첫 국가대표팀 경기는 1971년 9월 25일에 열린 멕시코와의 경기였다. 그는 1974년 월드컵에 이탈리아 선수단 일원으로 참가했고, 1978년 월드컵에는 등번호 10번을 달고 참가했는데, 이탈리아는 1978년 대회에서 4위의 성적을 거두었다. 베네티는 1978년 대회의 3-1로 이긴 헝가리와의 1차 조별 리그전에서 장거리 득점을 성공시켰다. 그는 자국에서 열린 유로 1980에도 참가했는데, 이탈리아 선수단은 조별 리그를 2위로 마치고 이 대회에서도 4위의 성적을 거두었다. 그의 마지막 국가대표팀 경기는 이 대회의 3위 결정전으로, 체코슬로바키아와 연장전 끝에 1-1로 비긴 후 베네티가 주자로 나서서 골망을 흔들었지만, 최종적으로 패했다. 그는 PlanetWorldCup.com 웹사이트의 투표에서 이탈리아 역대 최고 선수단의 일원으로 꼽혔다.

## 경기 방식
팬처(Panzer), 호랑이(El Tigre), 그리고 로커(Roccia)와 같은 별명이 붙은 베네티는 끈질기고, 유동적이며, 운동신경이 뛰어난, 다방면 미드필더로, 신체적 힘, 체력, 매력, 결연함, 꾸준함, 그리고 지도자적 역량을 겸비한 축구 선수로, 현역 시절에 얼굴에 익히 붙은 전매특허 콧수염으로 회자되었다. 비록 그는 측면 자원으로 기용되었지만, 거친 견제로 1970년대 이탈리아 국가대표팀으로부터 명성을 얻은 빗장 전법(catenaccio) 전술에 특화되어 중앙이나 수비형 미드필더를 주로 맡았다. 비록 본능적으로 수비적인 선수였지만, 먼거리에서 강하고 정확한 일격으로 골 결정력을 과시하기도 했다. 더 나아가, 베네티는 기술력도 좋고 공 배급에도 문제가 없어 후방 플레이메이커로도 활약하며 공격의 시발점이 되어 공을 회수하고 중원에 정통 플레이메이커가 없는 경우 득점 기회를 직접 창출하기도 했다. 2007년, 타임즈 온라인은 그를 축구계 가장 위대한 무력가 50인 목록에서 30번째에 올려놓았다.

## 수상
유벤투스

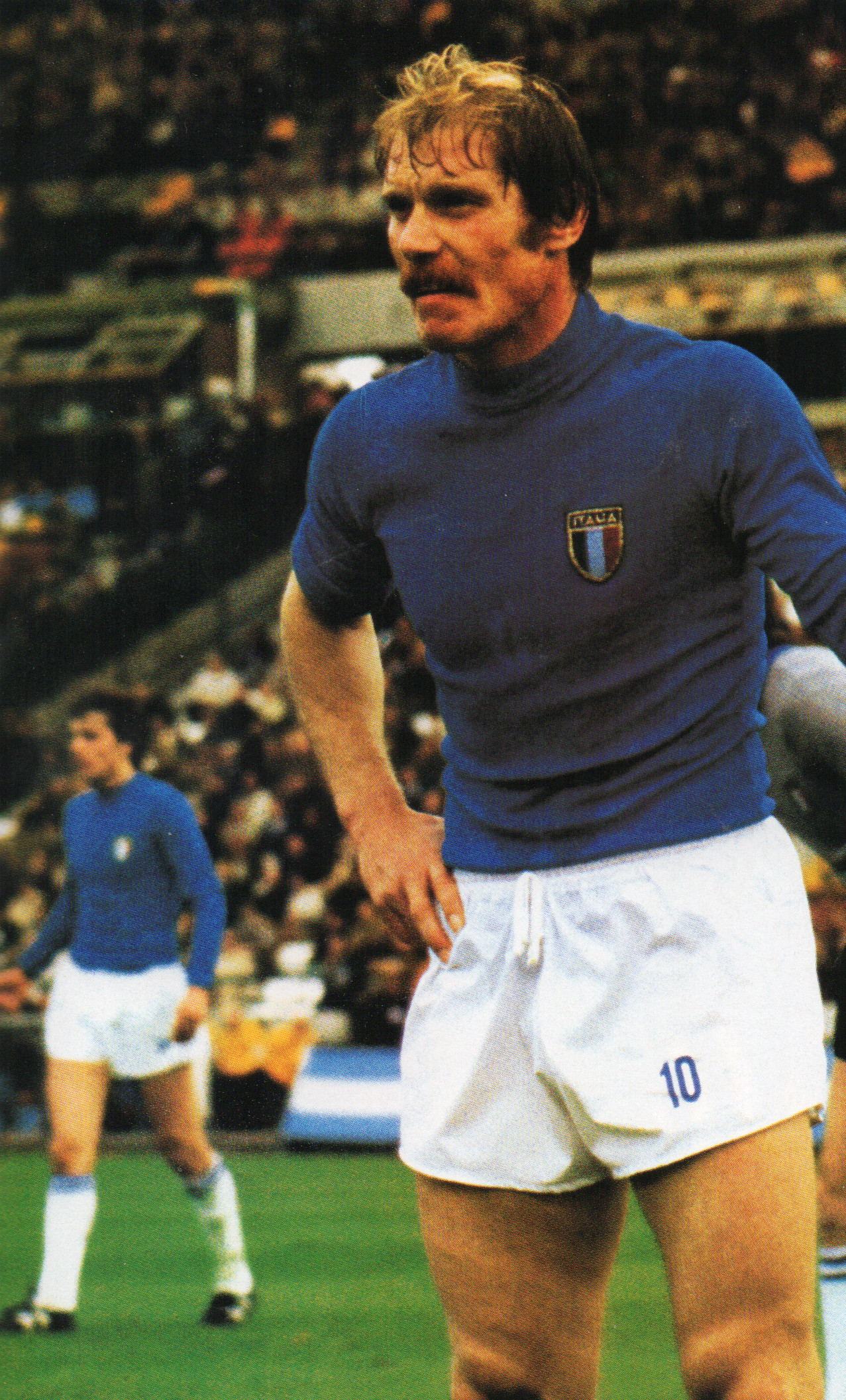
1978년, 이탈리아 국가대표팀의 베네티

- 세리에 A: 1976–77, 1977–78
- UEFA컵: 1976–77
- 코파 이탈리아: 1978–79

밀란
- 코파 이탈리아: 1971–72, 1972–73
- 유러피언 컵위너스컵: 1972–73

로마
- 코파 이탈리아: 1979–80, 1980–81

팔레르모
- 세리에 B: 1967–68

이탈리아
- 월드컵 4위: 1978
- 유럽 선수권 대회 4위: 1980